# Nikolái Yákovlevich Tsínguer
Nikolái Yákovlevich Tsínguer (en ruso: Никола́й Я́ковлевич Ци́нгер; [7 de abriljul] 19 de abril de 1842 - 16 de octubre de 1918) fue un astrónomo, geodesta y cartógrafo ruso. Profesor del ejército y uno de los líderes Sociedad Geográfica Rusa, como militar alcanzó el grado de teniente general.
Nikolái era hermano menor de Vasili Tsínguer (1836-1907), matemático, botánico, profesor de la Universidad de Moscú y presidente de la Sociedad de Matemática de Moscú.

## Semblanza
Tsínguer se formó en el Primer Cuerpo de Cadetes de Moscú, y comenzó su carrera militar en 1860, en un batallón de fusileros granaderos. Se graduó en 1863 en la Academia de Artillería, y en 1870 en la Academia de Estado Mayor. Alcanzó el grado de teniente en 1864 y el de capitán en 1868.
Entre 1863 y 1866, fue tutor de matemáticas en el Primer Cuerpo de Cadetes de Moscú, incorporándose primero a una brigada de artillería, y después al estado mayor de la misma unidad. 
Desde 1866 a 1870 sirvió en el Estado Mayor del Departamento Geodésico de la Academia Militar en el Observatorio de Púlkovo. Durante las prácticas en el observatorio realizó un estudio "Sobre los errores en las observaciones astronómicas". 
En 1870 pasó al Cuerpo de Topógrafos Militares, interviniendo entre 1870 y 1872 en los trabajos topográficos del Ferrocarril del Báltico.
Ascendido a teniente coronel en 1872, hasta 1883 trabajó como astrónomo en el Observatorio de Púlkovo. En 1874 pasó a ser profesor de astronomía y geodesia en la Academia General de Estado Mayor; y a partir de 1888 profesor emérito. En este período desarrolló un procedimiento para determinar la hora a partir de la altura de las estrellas. En 1875 participó en la definición de la diferencia de longitud entre Varsovia y de Púlkovo; y realizó diversos estudios gravimétricos relacionados con sus trabajos sobre geodesia terrestre. También llevó a cabo una investigación sobre cartografía matemática, condensada en un estudio titulado "Sobre una imagen elipsoidal de la superficie del globo terrestre manteniendo las dimensiones o la similitud de elementos infinitesimales" (Actas de la Academia de Ciencias - .. San Petersburgo, 1913).
En 1875 recibió el grado de coronel; en 1885 el de general; y en 1896 el de teniente general.
En 1883 había dejado el Cuerpo de Topógrafos Militares para trasladarse a la Academia General, donde permanecería hasta 1905. Al mismo tiempo, desde 1884 fue profesor de la Academia de Marina, obteniendo en 1899 el doctorado en astronomía por la Universidad de Kazán. 
Desde 1905 hasta 1917 fue uno de los líderes de la Sociedad Geográfica Rusa (presidente de la división de matemáticas de la geografía). En sus obras introdujo importantes contribuciones al desarrollo de la geodesia superior y de la topografía, a la práctica y teoría de la astronomía, a la cartografía y a la teoría de errores. De gran interés son sus estudios sobre la viabilidad del uso del nivel topográfico en las nivelaciones de precisión, y el estudio de la refracción de la troposfera. Preparó y publicó una serie de libros de texto: "Curso superior de geodesia" (1898), "Curso de astronomía teórica" (1899, reeditado en 1922), y "Curso de astronomía práctica" (1915, reeditado en 1924). 
Desde 1900 fue miembro corresponsal de la Academia de Ciencias de San Petersburgo. Finalizó su carrera militar el 24 de abril de 1905.
En 1874 propuso un método para determinar las correcciones horarias a partir de la observación de dos estrellas en alturas iguales, que recibió el nombre de "método de Tsínguer" (o "método de pares de Tsínguer"). Debido a la simplicidad y alta precisión de este método, recibió una amplia difusión. Tsínguer fue galardonado como autor del mismo con la Medalla de Oro Fiódor Litke en 1884. Desde 1926 el Instituto Astronómico de Leningrado publicó una serie de Efemérides para la aplicación práctica de este método.
Tsínguer también estudió los diferentes tipos de errores achacables a los operadores del instrumental al realizar observaciones astronómicas. Como docente, realizó una ingente tarea para la difusión de los conocimientos geodésicos y astronómicos en Rusia. Presidió la Sociedad Astronómica Rusa en 1914 y 1915, publicando más de 30 trabajos de investigación.
Al final de su vida residió en San Petersburgo, ciudad en la que falleció en 1918. Fue enterrado en el cementerio Vólkovo.

## Publicaciones científicas
- Sobre la determinación del tiempo a partir de las diferentes alturas de las estrellas" (1874)
- "Curso superior de geodesia" (1898)
- "Curso de astronomía. (Parte teórica)" (enlace roto disponible en Internet Archive; véase el historial, la primera versión y la última). (1899, 1922)
- "Curso de astronomía. (Parte práctica)" (1915, 1924)

## Premios
Galardonado con la Orden de Santa Ana de tercer grado (1872) y de primer grado (1902), de San Estanislao de segundo grado (1878) y primer grado (1891), de San Vladimir de cuarto grado (1880) y de tercer grado (1888; por antigüedad de 25 años en el cargo), así como una Distinción a los 40 años de servicio (1903).

## Eponimia
Llevan su nombre:
- Una montaña en Svalbard
- Un cabo de la isla Bolchevique, en el archipiélago de la Tierra del Norte
- El cráter lunar Tsinger[5]